# Georg Bertram
Georg Bertram (Berlín, marcgraviat de Brandenburg, 27 d'abril, 1882 - Nova York, EUA, 14 de juliol, 1941), fou un pianista i professor de música alemany.
Va estudiar amb Ernst Jedlichka i Moritz Mayer-Mahr, després va estudiar direcció d'orquestra amb Hans Pfitzner i composició amb Philipp Rüfer. El 1903-1933, impartit al Conservatori Stern; entre els seus estudiants, en particular, Max Saal, Salvador Lei, Lilly Dymont. Com a solista va actuar amb directors com Wilhelm Furtwängler, Bruno Walter i Karl Muck. Va fer gires per Polònia, Suècia, Anglaterra i els Països Baixos.
Realitzat el 1924-1928. diversos enregistraments, inclosos diversos estudis de Fryderyk Chopin, Variacions sobre un tema de Beethoven de Camille Saint-Saëns (versió per a dos pianos, amb Karol Schreter), el trio de piano de PI Tchaikovsky "En memòria del gran artista" (amb Rudolf Deman i Karl Dehert), concert per a quatre claviers i orquestra d’Antonio Vivaldi (amb Bruno Eisner, Leonid Kreutzer i Franz Osborn, Filharmònica de Berlín, director Heinz Unger).
Quan els nazis van arribar al poder, durant algun temps va actuar en programes de concerts de la Unió Cultural Jueva (en particular, juntament amb el quartet de corda de Boris Kroyt). Després va poder deixar Alemanya, des del 1936 anà als EUA on va morir el 1941.